# Nghi Hòa
Nghi Hòa là một phường thuộc thành phố Vinh, tỉnh Nghệ An, Việt Nam.

## Địa lý
Phường Nghi Hòa có vị trí địa lý: 
- Phía đông và phía bắc giáp biển Đông
- Phía tây giáp huyện Nghi Lộc
- Phía nam giáp phường Nghi Hải.

Phường Nghi Hòa có diện tích 3,86 km², dân số năm 1999 là 3.647 người, mật độ dân số đạt 945 người/km².

## Lịch sử
Trước đây, phường Nghi Hòa là xã thuộc huyện Nghi Lộc.
Ngày 29 tháng 8 năm 1994, Chính phủ ban hành Nghị định 113-CP năm 1994 về việc thành lập thị xã Cửa Lò thuộc tỉnh Nghệ An. Theo đó, thành lập Nghi Hòa trên cơ sở giữ nguyên diện tích, nhân khẩu của xã Nghi Hòa.
Phường Nghi Hòa có diện tích tự nhiên 350 ha với nhân khẩu 3.000.